# Antipodocottus megalops
Antipodocottus megalops är en fiskart som beskrevs av Dewitt, 1969. Antipodocottus megalops ingår i släktet Antipodocottus och familjen simpor. Inga underarter finns listade i Catalogue of Life.